# Hi-Bop Ska
Hi-Bop Ska es el nombre del quinto álbum de estudio de la banda jamaicana de ska The Skatalites. Después de un par de años de estar de gira y trabajando con diversos artistas de la escena del ska y del reggae, la banda comenzó el trabajo de grabación desde finales de 1993 para publicar el nuevo material discográfico, el cual fue lanzado para celebrar el 30 aniversario de la formación de la banda. 
El disco fue grabado y editado de nueva cuenta por Shanachie Records, con quien habían grabado su álbum anterior, y en el cual el trabajo musical realizado incluye nuevas piezas musicales, además de la participación de artistas como Prince Buster, Toots Hibbert y la reincorporación de la vocalista Doreen Shaffer, además del apoyo de músicos como el trombonista Steve Turre, el trompetista Lester Bowie y el saxofonista David Murray.

## Lista de canciones
| N.º   | Título                 | Letras             | Duración |  |
| 1.    | «Guns Of Navarone»     |                    | 6:23     |  |
| 2.    | «Flowers For Albert»   |                    | 6:13     |  |
| 3.    | «Ska Reggae Hi-Bop»    |                    | 8:23     |  |
| 4.    | «You're Wondering Now» | ft. Doreen Shaffer | 2:49     |  |
| 5.    | «Everlasting Sound»    |                    | 5:26     |  |
| 6.    | «African Freedom»      |                    | 5:33     |  |
| 7.    | «Man In The Street»    |                    | 4:55     |  |
| 8.    | «Split Personality»    | ft. Lord Tanamo    | 5:29     |  |
| 9.    | «Renewal»              |                    | 4:49     |  |
| 10.   | «Nelson's Song»        |                    | 6:17     |  |
| 11.   | «Burru Style»          |                    | 7:36     |  |
| 12.   | «Ska Ska Ska»          |                    | 3:51     |  |
| 67:03 |                        |                    |          |  |